# Bürger Union für Südtirol
Union für Südtirol - "Unionen för Sydtyrolen" (UfS) är ett i Sydtyrolen verksamt italienskt regionalt parti, som framförallt representerar de tysk- och ladinskpråkiga folkgrupperna. Partiet bildades 1989 som en utbryning ur Südtiroler Volkspartei, där utbrytarna förenade sig med representanter för två småpartier till ett nytt parti.

## Ideologi
Ideologiskt positionerar sig partiet sedan 2007 som borgerligt-konservativt, men ganska mycket till höger fast det strävar efter att inta en centristisk position. För att skapa ett alternativ till det dominerande Südtiroler Volkspartei försöker partiet profilera sig som ett folkparti med social inriktning (höjda löner och pensioner). I partiprogrammet ingår krav på utökad demokrati, skydd för familjen, bekämpning av nepotism samt folkens självbestämmanderätt, särskilt Sydtyrolens - där de kräver landskapets återförening med österrikiska Tyrolen. Partiet arbetar också för att minska det italienska kulturella inflytandet i Sydtyrolen; partiet kräver att de av Ettore Tolomei konstruerade italienska ortnamnen avskaffas till förmån för de traditionella tyska och ladinska. Partiet kräver också att det italienska segermonumentet i Bozen - en samlingsplats för fascistiska demonstrationer - skall avlägsnas. Partiet uteslöts Europeiska fria alliansen 2008 då det vägrade att fördöma islamofobi utan i stället insisterade på att försvara europeiska kristna värderingar.

## Valresultat
Vid lantdagsvalen 2008 fick partiet 2,3 % av rösterna och vann ett mandat. Vid lantdagsvalen 2103 fick partiet 2,1 % av rösterna och ett mandat.